# Василевское сельское поселение (Тверская область)
Василёвское се́льское поселе́ние — муниципальное образование в составе Торопецкого района Тверской области.
Административный центр поселения — деревня Ново-Троицкое.

## История
В XIX — начале XX века территория поселения относилась к Туровской волости Торопецкого уезда Псковской губернии. После ликвидации губернии в 1927 году территория поселения вошла в состав Ленинградской области в образованный Торопецкий район. В 1929—1935 годах входила в Западную область, с 1935 года — в Калининскую область. В 1944—1957 годах относилась к Великолукской области, с 1957 опять к Калининской области. С 1990 года входит в состав Тверской области.
В 1995 — 2005 годах на территории поселения существовал Василёвский сельский округ (с центром в деревне Василёво). В 2005 году было образовано Василёвское сельское поселение (с центром в деревне Ново-Троицкое).

## География

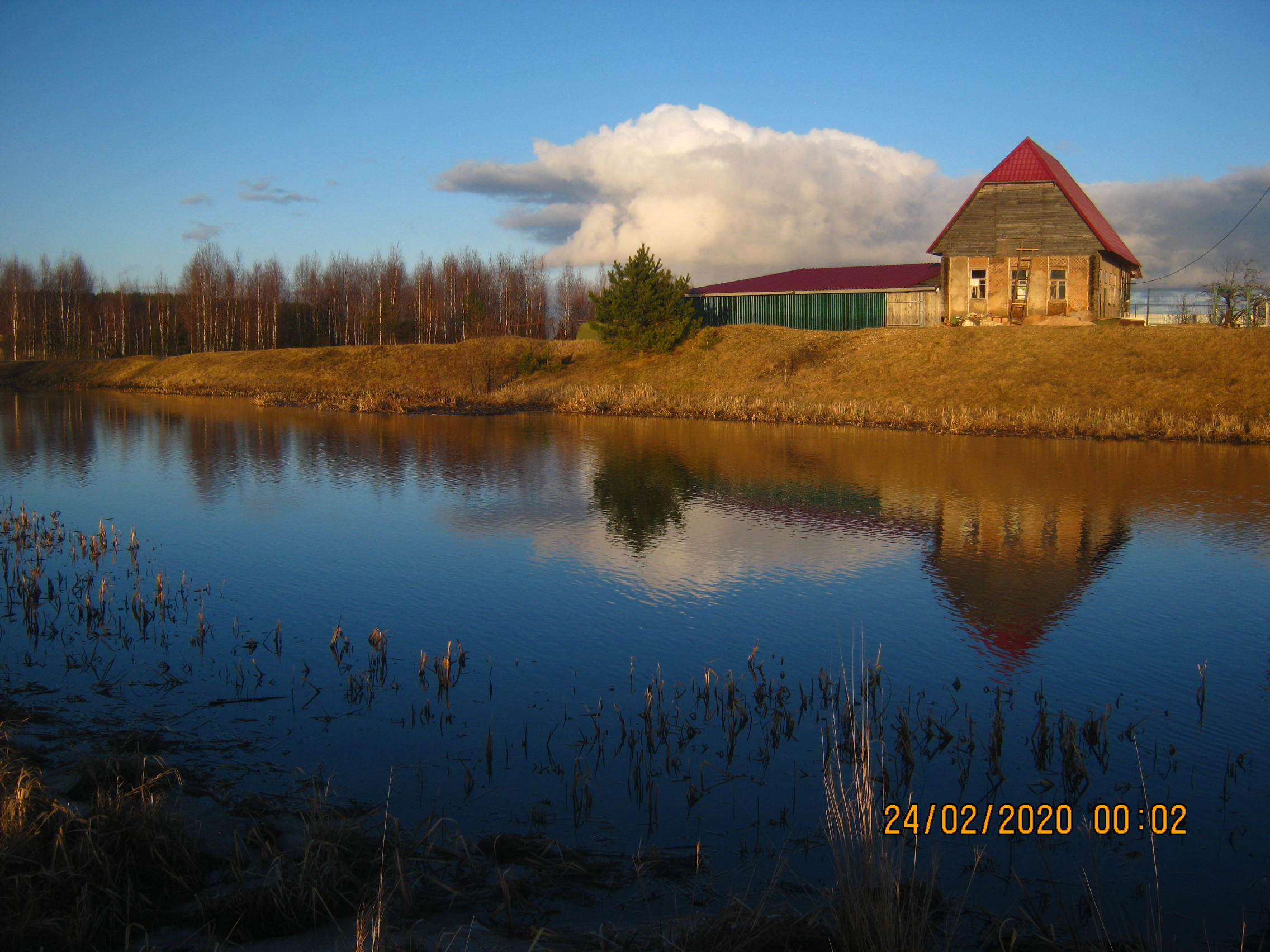
Река Торопа на территории Василёвского сельского поселения

Василёвское сельское поселение располагается в юго-восточной части Торопецкого района. Самое маленькое из сельских поселений в районе.
Граничит:
- на севере — с Андреапольским районом, Хотилицкое сельское поселение
- на юго-востоке — с Понизовским сельским поселением
- на юго-западе — с территорией городского поселения город Торопец
- на западе — с Подгородненским сельским поселением

Основная река — Торопа. На территории поселения находятся три крупных озера — Кудинское (7,8 км²), Яссы (4,56 км²) и Куденец (2,68 км²). Поселение пересекает железная дорога «Бологое—Соблаго—Великие Луки».
На территории поселения расположен памятник природы Лес у озера Яссы и Кудинское; региональные заказники Васильевское болото и Песчахинское болото.

## Экономика
Основное хозяйство: СПК «Торопецкий».

## Население
| 2010 | 2011 | 2012 | 2013 | 2014 | 2015 | 2016 |
| ---- | ---- | ---- | ---- | ---- | ---- | ---- |
| 556  | ↘550 | ↘523 | ↗559 | ↗566 | ↘542 | ↘523 |
| 2017 | 2018 | 2019 | 2020 | 2021 |      |      |
| ↘518 | ↘501 | ↘477 | ↗478 | ↘463 |      |      |

## Населенные пункты
На территории поселения находятся 11 населённых пунктов. Крупнейшие — деревни Ново-Троицкое и Колдино.
| №  | Населённый пункт | Тип     | Население |
| -- | ---------------- | ------- | --------- |
| 1  | Ахромово         | деревня | 1         |
| 2  | Борисы           | деревня | 18        |
| 3  | Бородашкино      | деревня | 0         |
| 4  | Василево         | деревня | 17        |
| 5  | Заречье          | деревня | ↘21       |
| 6  | Колдино          | деревня | 95        |
| 7  | Кудино           | деревня | 20        |
| 8  | Ново-Троицкое    | деревня | 351       |
| 9  | Песчаха          | деревня | 0         |
| 10 | Федьково         | деревня | 31        |
| 11 | Цикарево         | деревня | 1         |

### Бывшие населённые пункты
В 2001 году исключены из учётных данных деревни Никольское и Орехово.
В 1998 году — деревни Корнилово и Шелаи.
Ранее исчезли деревни: Брищи, Емельянцево, Заболонье, Клин, Кокорево, Котово, Остров, Перечник, Поповка, Лашери, Турово и другие.